# Non sequitur
Non sequitur tradus din latină înseamnă "nu decurge". În logica formală un argument este non sequitur în cazul în care concluzia nu reiese din premise. Trebuie subliniat că în cazul unui non sequitur concluzia poate fi fie falsă, fie adevărată, dar argumentul este o eroare logică deoarece concluzia nu rezultă din premise. Toate erorile logice formale sunt de fapt doar cazuri specifice de non sequitur. 
1) Orice argument ce ia următoarea formă este un non sequitur:
1. Dacă A este adevărat, atunci B este adevărat.
2. B este definit ca fiind adevărat.
3. Prin urmare A trebuie să fie adevărat.
Chiar dacă premisele și conluzia sunt adevărate, concluzia nu este în mod necesar o consecință a premiselor. Acest tip de non sequitur este denumit și apelul la consecințe.
Exemplu:
1. Dacă sunt un om (A) înseamnă că sunt un mamifer (B).
2. Eu sunt un mamifer (B).
3. Prin urmare sunt un om (A).
(Dacă ceva este un mamifer nu neapărat este și om)
2) Un alt non sequitur frecvent este cel de tipul:
1. Dacă A atunci B.
2. Non A.
3. Prin urmare non B.
Exemplu:
1. Dacă sunt în Tokio (A), sunt în Japonia (B).
2. Nu sunt în Tokio (A).
3. De aceea nu sunt în Japonia (B).
(Poți fi în Japonia oriunde altundeva decât în Tokio)
3) Alte exemple:
Faptul că egiptenii au făcut atâtea excavații pentru a construi piramidele ne arată că erau și foarte buni paleontologi.
Multe alte tipuri de argumente non sequitur au fost clasificate în diferite tipuri de erori logice. În vorbirea de toate zilele un alt exemplu ar putea fi: „Dacă părul meu arată bine, toată lumea mă va plăcea”. Oricum nu există conexiune reală între păr și ceea ce place tuturor. Videoclipurile publicitare apelează de obicei la asemenea „deducții”.

## În cultura populară
Eugen Ionescu folosește multe argumente non sequitur în piesele sale (de teatru absurd).